# 田野憂
田野 憂（たの ゆう、2003年〈平成15年〉12月24日 - ）は、日本のAV女優。元グラビアアイドル。マインズ所属。

## 来歴
神奈川県出身。
『週刊ポスト』2024年2月9・16日号にて、「令和史上最高の新人グラビアアイドル」としてグラビアデビュー。デビューのきっかけは、小学生時代から「胸を見られている」という意識があり、それならば自分の武器として、胸を使った仕事をしたかったため。Xアカウントは開設してから3日間で1万人のフォロワーを獲得した。同誌5月7日発売号にて、セクシー女優への転身を明らかにした。
2024年6月10日週FANZA動画フロアランキングにて、デビュー作『新人NO.1STYLE 田野憂AVデビュー Lカップでスリムで美少女、男の好きが全て詰まってる』が2位にランクイン。同作は同年7月29日週FANZA動画フロアランキングでも急上昇し、1位にランクインした。
FANZA通販フロア2024年6月度女優ランキングでは4位ランクイン。
AVライターの末吉みちおはデビュー作を「今年一番売れたといわれるのも納得」と論じており、作品を「とにかくおっぱいの破壊力は桁違いで、どんな体位でもプルプル揺れまくり」と解説した。末吉の記述通り、集英社『週刊プレイボーイ』では田野のデビュー作が、2024年のエスワンで一番売れた作品であったと報道した。
2024年7月1日週FANZA動画フロアランキングでは、デビュー第2作である『Lカップ新人 AV初体験3本番 田野憂』が2位に浮上。同じく7月1日週のFANZA通販フロアランキングでは第3作『激イキ155回！痙攣4202回！イキ潮2900cc！ 衝撃のLカップ少女エロス覚醒 はじめての大・痙・攣スペシャル 田野憂』Blu-ray版が初登場1位となるなど続く作品もヒット作となった。
2024年8月5日週FANZA通販フロアランキングで『田野憂の敏感ふわとろLカップおっぱい天国3時間』 が初登場2位を記録。
2024年9月30日週FANZA通販フロアランキングにて、『南国メンズスパのビキニでマッサージしてくれるLcupセラピスト 田野憂』が初登場2位。
2024年10月14日週FANZA通販フロアランキングにおいて、イメージビデオ『ALL NUDE 田野憂』（Aircontrol）が初登場1位にランクイン。同年10月21日週同ランキングでも1位を維持した。
2024年10月21日には初の写真集『えるかっぷ』を小学館から発売。
FANZA通販フロア2024年10月度月間女優ランキング1位。
2024年11月4日週FANZA通販フロアランキングにて、『男を虜にする無意識のたわわな誘惑 隠しきれないフワとろ着衣Lカップ 田野憂 （ブルーレイディスク）』が初登場2位にランクイン。同週の1位も出演した『S1 PRECIOUS GIRLS 2024 オールスター24名大集合ハーレムアイランドSpecial』であった。11月11日週では同作が1位。DVD版も3位ランクイン。FANZA通販フロア2024年11月度月間女優ランキング4位。
2024年12月24日、光文社『FLASH』が独自集計した「FLASHセクシー女優ランキング2024」で1位を獲得。同月には東風克智が選評した「アサ芸セクシーアワード2024」にて新人賞に選出。
2025年1月20日週FANZA通販フロアランキングにて、イメージビデオ『裸神 田野憂』（Aircontrol）が初登場3位を記録。2025年1月27日週FANZA通販フロアランキングにて、同作が1位にランクアップ。
FANZA通販フロア1月度AV女優ランキング、続く2月度ランキングで連続5位。
同年3月3日週FANZA通販フロアランキングにて、『禁欲・おっぱい性感開発・焦らし・媚薬・追撃ピストン・吊り下げイカセ・超大量玩具責め 全部乗せ！ ヤッバイ絶頂を超えたダウナー状態から更にイキまくるオーガズムの向こう側SEX 田野憂』が初登場3位ランクイン。3月25日週FANZA通販フロアランキングにて、『彼女の妹が僕に一目惚れ！実りに実ったプルプルLカップをノーブラで！大胆見せつけ！むにゅっむにゅ密着！僕・・・もうダメ・・・我慢出来ないっす・・・』が初登場2位にランクインした。
同年5月5日週FANZA通販フロアランキングにて、『Lカップで顔も超可愛い 雲の上の最高ビジュ女子学生！と見せかけて隙だらけなドジっ子がおっぱい大き過ぎて何度もポロリ』が初登場4位。
同年6月2日週FANZA通販フロアランキングでは『毎朝見かける胸がデッカい女子●生を我慢できずにメチャクチャ痴●してやったら...まさかの性に目覚めてオッパイ揉まれたい体に。』初登場2位ランクイン。
同年6月30日週FANZA通販フロアランキングにて、『＃田野憂ファン感謝祭 全国各地のユーザー様の元へLカップをお届けします！ 究極女体使い放題で計16発おっぱいで大射精スペシャル』が初登場2位となる。
同年7月7日週FANZA通販フロアランキングにて、『Lカップで美少女で尽くしたがりの神女優 田野憂 AVデビュー1周年 初ベスト 最新12タイトル12時間』が初登場3位ランクイン。イメージビデオ『ホワイトロマンス』（Aircontrol）が初登場1位となった。同年7月度FANZA通販フロア月間AV女優ランキング2位ランクイン。

## 人物
- Mカップの乳房の持ち主で、趣味は料理、ダイビング[1]。
- プロ野球・千葉ロッテマリーンズのファン[36]。
- 中学3年からオナニーを始める[37]。この時、既にブラのサイズはHカップであった[38]。
- 初体験は高校3年生の時で、相手は当時バイトしていた飲食店の2つ上の先輩[37]。
- 胸が大きくブラジャー探しに苦労した経験から、将来は胸が大きい人のための下着作りを目的としたオーダーメイドブラの会社を起業したいと述べており[4]、AVデビューを決めた理由も自分の身体を活かして人を笑顔にできる仕事をしながら会社設立の資金を稼ぐこと、またグラドルよりAV女優出身者が設立した下着ブランドの方が、インパクトを与えられ知名度も上がると考えたことによる。普段着けているブラジャーもオーダーメイドの特注品で価格も１つ7万～20万円と高価であり将来起業したらもっと安価に提供したいと語っている[39][40]。中学時点でHカップあり、走ると揺れて上に行ったときに息が止まる恐れがあると、医師から激しい運動についてドクターストップがかかっていたことがある[41]。このため校内のマラソン大会には不参加であった[41]。
- 小島みなみに憧れており、マインズに所属したのも、小島が所属していたからである[39]。また、小島も自分を慕ってくれる田野を可愛がっている。
- 巨乳評論家の杜哲哉は「（Lカップの胸に対し、体はスリムな）奇跡の2次元ボディ」と評し[42]、胸だけでなく、「挿入すればエビ反り絶頂」などセックスポテンシャルも高いと論じた[42]。
- AV監督の赤井彗星は「胸だけではなく、表現力と腰遣いがずば抜けている」と論評した[22]。
- リリー・フランキーは芸名「田野憂」を老舗のうなぎ屋さん（蒸さないですぐに焼く関西風、電話予約しかとらない高級店）と例え、乳輪に春を感じる「春の輪」であると論じた。また胸の柔らかさと顔の表情込みでかわいいと解説しており、みうらじゅんもこの論説に同調している[43]
- Web番組『はだかいっかん！』（2024年10月15日配信[44]）に出演した時にAVデビューする際家族（両親と姉・兄・妹）や友人に上記の将来展望と共に伝えて説得し許可を取ったこと（兄は田野の作品を購入している他友人に勧めているという）を公言した。また、家族や親戚の女性も胸が大きい人が多いことを明かしている[44]。
- 自分の作品は勉強のため全て購入している。また、他の女優の作品も視聴している（『はだかいっかん！』2024年10月22日配信分より[40]）。
- アナル舐めはNGにしている。
- 2025年3月27日、自身のXにてヴァイオリン演奏のキャリアが18年あること、オフの日には自身が習った先生と共に子供にヴァイオリンを教えると共に子供の発表会で自身も演奏していること、相対音感があることを明かした[45]。

## 作品
◎はBD発売作品。

### アダルトビデオ
- 新人NO.1STYLE 田野憂AVデビュー Lカップでスリムで美少女、男の好きが全て詰まってる（6月11日、S1 NO.1 STYLE）[42][38]◎
- Lカップ新人 AV初体験3本番（7月9日、S1 NO.1 STYLE）[46]◎
- 激イキ155回! 痙攣4202回! イキ潮2900cc! 衝撃のLカップ少女エロス覚醒 はじめての大・痙・攣スペシャル（8月13日、S1 NO.1 STYLE）[47][8][48]◎
- 田野憂の敏感ふわとろＬカップおっぱい天国3時間（9月10日、S1 NO.1 STYLE）[49]◎
- 田野憂がLカップであなたのオナニーお手伝いします。（10月8日、S1 NO.1 STYLE）[50]◎
- 南国メンズスパのビキニでマッサージしてくれるLcupセラピスト（11月12日、S1 NO.1 STYLE）[51]◎
- 男を虜にする無意識のたわわな誘惑 隠しきれないフワとろ着衣Lカップ（12月10日、S1 NO.1 STYLE）[52][53]◎
- S1 PRECIOUS GIRLS 2024 オールスター24名大集合ハーレムアイランドSpecial（12月10日、S1 NO.1 STYLE）[54]◎

- 教え子のおっぱいが大きくて柔らかそうで我慢出来ませんでした。生徒のLカップに我を忘れた担任教師は学生相手に何度も何度も吐精してしまったのです。（1月14日、S1 NO.1 STYLE）[55]◎
- エスワン20周年記念 AV業界史に残る最強タッグ作品 世界に誇る一流女優たちが極上ご奉仕してくれる 超S1級 ハーレム風俗フルコース（1月28日、S1 NO.1 STYLE）[56]◎
- このおっぱいで挟まれたいの？日本一柔らかい爆乳をチ●ポに絡ませトロットロにするパイズリビッチ。（2月11日、S1 NO.1 STYLE） [57]◎
- 出張先で大・大・大嫌いなセクハラおじさん上司と相部屋に…朝まで続く絶倫性交でまさかの絶頂、遂には軽蔑中年男のピストンを求めるほどふしだらになったLカップ新入社員（3月11日、S1 NO.1 STYLE） [58][59][60]◎
- 禁欲・おっぱい性感開発・焦らし・媚薬・追撃ピストン・吊り下げイカセ・超大量玩具責め 全部乗せ！ ヤッバイ絶頂を超えたダウナー状態から更にイキまくるオーガズムの向こう側SEX（4月8日、S1 NO.1 STYLE）[61][62][63]◎
- 彼女の妹が僕に一目惚れ！実りに実ったプルプルLカップをノーブラで！大胆見せつけ！むにゅっむにゅ密着！僕…もうダメ…我慢出来ないっす…（5月13日、S1 NO.1 STYLE）[64]◎
- エスワン20周年記念 AV業界史に残る最強タッグ作品 世界トップクラスの美女に囲まれて柔らか艶肌むぎゅむぎゅ超密着！スッキリ連続射精！キス、乳首、股間…性感帯シンクロ同時責め【主観】あなただけの性処理専門全裸メイド倶楽部（5月27日、S1 NO.1 STYLE）[65]◎
- Lカップで顔も超可愛い 雲の上の最高ビジュ女子学生！と見せかけて隙だらけなドジっ子がおっぱい大き過ぎて何度もポロリ（6月10日、S1 NO.1 STYLE）[66]◎
- エスワン20周年記念 AV業界史に残る最強タッグ作品 1×18。AVメーカーS1所属の新人ADの俺は、最高セクシー女優様たちにこっそりシコられ、ハメられ、エロいことに巻き込まれる、AV職場ラッキーSEX （7月22日、S1 NO.1 STYLE）◎
- 田野憂ファン感謝祭 全国各地のユーザー様の元へLカップをお届けします！ 究極女体使い放題で計16発おっぱいで大射精スペシャル（8月12日、S1 NO.1 STYLE）◎
- Lカップで美少女で尽くしたがりの神女優 田野憂 AVデビュー1周年 初ベスト 最新12タイトル12時間（8月26日、S1 NO.1 STYLE）◎

### アダルトVR
- VR NO.1 STYLE ＜田野憂＞解禁　AV女優になるために生まれてきたLカップ少女　田野憂を紹介します。（7月29日、S1 NO.1 STYLE） [67]

- ふわとろLカップを完全独占！完全包囲パイズリが最高すぎて怒らせちゃうこともあるけど笑顔溢れるゼロ距離密着いちゃいちゃ同棲生活 田野憂（1月29日、S1 NO.1 STYLE） [68]
- とろふわLカップおっぱいが覆い被さってくる！！8K×天井特化×メンズエステ 恋人気分を味わえる超イチャイチャゼロ距離密着セラピスト 田野憂（6月23日、S1 NO.1 STYLE）

### イメージビデオ
- ALL NUDE 田野憂（11月26日、Air control）[69]◎

- 裸神 田野憂（2月26日、Air control） [70][71]◎
- ホワイトロマンス 田野憂(8月26日、Air control）◎

### 写真集
- 田野憂1st写真集 えるかっぷ。（10月21日、小学館、撮影：熊谷貫）ISBN 978-4-0968-2472-6[72] ※電子書籍版には、紙書籍版未収録カット30ページ追加収録 & 特典インタビュー動画が付属。

### デジタル写真集
- かわちいLカップ。（1月29日、小学館、撮影：熊谷貫）[73][注 1]

- かわちいLカップ、ヌードになる。（6月11日、小学館、撮影：熊谷貫）[74]

- Lカップ全裸温泉（6月17日、小学館、撮影：熊谷貫）[75]

- Lカップ全裸ホテル（6月17日、小学館、撮影：熊谷貫）[76]

- 【電子版限定30ページ増・インタビュー動画特典付】田野憂1st写真集 えるかっぷ。（10月21日、小学館、撮影：熊谷貫）[77] ※電子書籍版には、紙書籍版未収録カット30ページ追加収録 & 特典インタビュー動画が付属。

- アサ芸SEXY女優写真集 田野憂 ハニカムLカップ（11月28日、徳間書店、撮影：ICHI）

- アサ芸SEXY女優写真集 田野憂 みつめるLカップ（11月28日、徳間書店、撮影：ICHI）

- 週プレ PHOTO BOOK【デジタル限定】田野憂写真集「Lカップの衝撃」（12月2日、集英社、撮影：西條彰仁）

- Lなんですっ！！ 田野憂デジタル写真集（12月16日、徳間書店、撮影：上野勇）

- 週刊ポストデジタル写真集 ときちゃん×田野憂 どエロい世界線【前編】（1月4日、小学館、撮影：LUCKMAN）

- 週刊ポストデジタル写真集 (ときちゃん×田野憂 どエロい世界線【後編】（1月4日、小学館、撮影：LUCKMAN）

- 【デジタル限定】田野憂1st写真集 えむかっぷ？

（3月28日、小学館、撮影：熊谷貫）
- こぼれるしあわせ 田野憂デジタル写真集（6月27日、双葉社、撮影：吉田裕之）

- おっぱい！お尻！キャンペーン2025 SPECIAL PHOTO BOOK 伊藤舞雪/楪カレン/田野憂（7月4日、FANZA BEAUTY COLLECTION）

## その他の製品

### カレンダー
- 田野憂 2025年カレンダー（2024年10月26日、トライエックス）[78]
- 卓上 田野憂 2025年カレンダー（2024年10月26日、トライエックス）[79]

## 出演

### テレビ
- 月ともぐら（2024年10月4日 - 25日・12月13日 - 12月20日・2025年1月10日 - 2月14日・4月18日 - 、テレビ東京）
- もう!バカリズムさんの超H! #57（2024年10月27日、フジテレビONE）
- ゴッドタン（2025年3月16日、テレビ東京）[80]

### ウェブテレビ
- GO!GO!ももたの号 #1 伊東観光編（2025年5月11日公開生放送、同年6月6日アーカイブ配信開始、DMMオンラインサロン・エンタちゃん放送局） [81]桃園怜奈との初冠MC番組。

- GO!GO!ももたの号 #2 箱根大涌谷編（2025年7月21日公開生放送、同年8月1日アーカイブ配信開始、DMMオンラインサロン・エンタちゃん放送局） [82]。

### WEB配信
- カチコチTV（2024年11月8日#201・11月15日#202、FANZA TV）
- 鶴瓶&ナイナイのちょっとあぶないお正月2025（2025年1月1日、ABEMA）- ゴルフ美女役[83]

### ラジオ
- ねむチキ（2025年2月16日・23日、TBSラジオ）

### イベント
- マインズ15周年popupイベントinアネラビ（2024年11月16日、東京・秋葉原 ANE-RABI）[84]
- マインズ15周年popupイベントフィナーレinエターナルステージ（2024年11月17日、東京・秋葉原 eternal stage）[85]

- 『お月ちゃん大集合！スペシャルトークライブイベント2025〜ちょっとお時間いいですか？〜』【夜公演】（2025年6月15日、東京・I’M A SHOW）[86]